# Églises du Christ
Les Églises du Christ, également connues sous le nom l'Église du Christ, sont une association libre d'assemblées chrétiennes autonomes situées dans le monde entier. Parmi les croyances et pratiques qui les distinguent de la plupart d'autres communautés on relève la croyance à la nécessité du baptême pour le salut et le refus d'employer des instruments de musique dans les services. Beaucoup de ces assemblées s'identifient comme étant non confessionnelles. 
Aux États-Unis, les Églises du Christ sont issues du mouvement de restauration de nombreux chrétiens du XIXe siècle qui ont voulu se libérer des limites des confessions de foi ou pratiques propres aux différentes églises chrétiennes, qui sont interprétées comme non bibliques et source de divisions. Ils voulaient voir « l'unification de tous les chrétiens en un seul corps calqué sur l'Église originale décrite dans le Nouveau Testament ».
En certains autres pays, telle que l’Espagne, les Églises du Christ peuvent tracer leurs origines modernes à des mouvements indigènes qui ignoraient l’existence des Églises du Christ américaines mais qui avaient les mêmes objectifs et les mêmes approches de la Bible que le mouvement aux États-Unis[réf. souhaitée].

## Histoire
Les Églises du Christ sont issues du Mouvement de Restauration qui commença en Europe et aux États-Unis à la fin du XVIIIe et au début du XIXe siècles, sous l'impulsion de deux groupes : l’« Église chrétienne », dirigée par Barton W. Stone, et l'autre, les « Disciples du Christ », conduite par Thomas Campbell (en) (1777-1844) et son fils, Alexander Campbell (en) (1788-1866). Dans les deux cas, il s'agissait d'une convergence de croyants à la recherche d'un retour à une forme originale et « pré-confessionnelle » du christianisme,. Les participants à ce mouvement cherchaient à fonder leur doctrine et leur pratique sur la Bible seule, plutôt que de reconnaître les conciles traditionnels et les hiérarchies confessionnelles qui en étaient venues à définir le christianisme depuis le Ier siècle apr. J.-C.,. Les membres des Églises du Christ croient que Jésus n'a fondé qu'une seule Église, que les divisions actuelles entre chrétiens n'expriment pas la volonté de Dieu et que la seule base pour restaurer l'unité des chrétiens est la Bible. Ils s'identifient simplement comme « chrétiens », sans utiliser aucune autre forme d'identification religieuse ou confessionnelle,,. Ils aspirent à être l’Église du Nouveau Testament telle qu’établie par Christ,,.
L'idée fondamentale du mouvement de restauration était que le christianisme dans son ensemble s'était éloigné des croyances et des pratiques que les apôtres transmirent à l'Église du premier siècle de la part de Jésus. Cette situation semblait cohérente avec les nombreux avertissements contenus dans le Nouveau Testament concernant une future apostasie,,,, etc.,. Les adhérents du mouvement voyaient les signes évidents de cet éloignement de la doctrine biblique aussi bien chez les protestants que chez les catholiques,,,. La solution à leurs yeux était un simple retour à la Bible avec la volonté d'y découvrir le modèle primitif donné par Dieu et de s'y conformer,,,. Ils croyaient qu'en faisant ainsi, ils ne créeraient pas une nouvelle église, mais permettraient le retour à ce qui existait à l'origine du christianisme, une église unifiée. Pour certains, l'Église authentique avait complètement disparu de la terre, alors que d'autres étaient persuadés que des Églises fidèles à la Parole de Dieu avaient toujours existé, que les historiens aient rapporté leur présence dans divers pays ou non. Dans les deux cas de figure, la marche à suivre serait la même : reconnaître que la Bible seule fait autorité, plutôt que les traditions ecclésiastiques ou les décisions des conciles humains, et suivre humblement ce qu'elle enseigne. Les Églises du Christ raisonnent ainsi: La parole de Dieu est comme une semence. Si l'on la prêche sans y ajouter les doctrines des hommes, elle produira toujours la même Église qu’elle a produite au premier siècle. Malgré des centaines d’années d’apostasie, les hommes peuvent, grâce à cette parole éternelle, découvrir et restaurer l’Église de Jésus-Christ. Cette approche aurait le double avantage de mettre de côté les noms et institutions confessionnelles qui sont étrangères à la Bible et constituent des barrières à l'unité des croyants, et de permettre qu'on soit sûr d'être dans la volonté de Dieu.
Au milieu du XIXe siècle, une division se développa progressivement au sein du mouvement de restauration. Une source de controverse était la société missionnaire, créée par des délégués de plusieurs assemblées locales en 1849 et chargée d'administrer des efforts collectifs d'évangélisation. Elle adopta un règlement intérieur qui fixa le niveau des cotisations à verser pour y faire partie et qui donna au bureau exécutif le pouvoir de nommer des missionnaires, décider de leur soutien et de leur champ de travail, les superviser, les renvoyer en cas de besoin et présenter un rapport sur leurs activités lors de la convention annuelle. Un certain nombre d'assemblées choisirent de ne pas y adhérer, parce qu'elles ne trouvaient pas d'autorité biblique pour une telle organisation et estimaient que la responsabilité d'évangéliser le monde appartenait à l'Église elle-même plutôt qu'à une institution d'origine humaine. On soulignait également que le système de financement de la société trouvait son inspiration dans les affaires mondaines et s'écartait du principe biblique des dons volontaires comme chacun « a résolu en son cœur »,. D'autres assemblées s'en retirèrent estimant que la société missionnaire portait atteinte à l'autonomie des assemblées locales et risquait de s'ériger en porte-parole pour l'Église entière.
Un deuxième point de désaccord était l'introduction des instruments de musique dans le culte de certaines assemblées locales, à commencer par une Église au Kentucky en 1859, révélant au fond une différence d'approche de l'interprétation des textes bibliques. Là encore, le fondement de l'objection était le manque d'assise biblique de la pratique de la musique instrumentale pendant les cultes. Les assemblées qui tenaient à employer les instruments prétendaient que ce qui n'est pas explicitement interdit dans le Nouveau Testament doit être toléré ; celles qui ne les admettaient pas tenaient au principe que ce qui n'est pas autorisé dans le Nouveau Testament, soit par un commandement direct, soit par un exemple apostolique, soit par une déduction logique basée sur une déclaration explicite de la Bible, est défendu,, etc.. Elles considéraient que n'importe quel chrétien peut adorer Dieu en bonne conscience en chantant a cappella, mais qu'imposer l'instrument de musique dans un culte forcerait beaucoup de fidèles à violer leur conscience.
Un troisième facteur de division était moins concret que les deux autres, mais tout de même important. Dans les séminaires et instituts bibliques qui avaient été établis par des membres du mouvement, la théologie libérale qui mettait en cause l'inspiration et l'infaillibilité des Écritures commençait à dominer.
Les assemblées qui optaient pour la société missionnaire et l'instrument de musique dans le culte prirent l'habitude de se désigner le plus souvent par le nom Église chrétienne ou Les disciples du Christ, alors que celles qui rejetaient ces choses comme étant des « innovations » portaient plus souvent le nom « Églises du Christ », mais il y avait de nombreuses exceptions dans les deux sens - des Églises qui rejetaient l'instrument et la société missionnaire qui continuaient d'être connues comme des Églises chrétiennes, et des assemblées qui épousaient ces choses, mais s'identifiaient toujours par le nom Église du Christ. En 1906, le recensement religieux américain a répertorié pour la première fois les Églises chrétiennes et les Églises du Christ comme des groupes séparés et distincts. Au sein de l'Église chrétienne il y eut encore des tendances conservatrices, dont les assemblées sont connues aujourd'hui par le nom Églises chrétiennes et Églises du Christ et des tendances plus libérales, dont les assemblées constituent l'Église chrétienne des Disciples du Christ.

### Statistiques
Étant donné l'absence de sièges nationaux ou mondiaux, il est impossible de déterminer avec certitude le nombre de membres ou d'assemblées locales. Des chiffres officiels n'existent pas. En 2022, le nombre total de membres des Églises du Christ fut estimé entre 2 000 000 et 3 000 000,, avec plus de 40 000 assemblées locales dans le monde. Aux États-Unis, il y a environ 1 100 000 membres et presque 12 000 congrégations. La taille moyenne des congrégations est d'environ 100 membres, les plus grandes congrégations comptant plus de 1 000 membres. En 2000, les Églises du Christ étaient le 12e groupe religieux aux États-Unis en termes de nombre de membres, mais le 4e en nombre de congrégations.
Des Églises du Christ existent dans la plupart des pays francophones du monde, où elles ont plus de 25 000 membres et plus de 800 assemblées locales.

## Origines du nom
« Église du Christ » est le nom le plus couramment utilisé par ce groupe. Il peut se référer à l'Église « universelle », dans le sens de tous ceux qui, dans le monde entier, ont été sauvés par Jésus et qui forment son unique corps spirituel. Il est employé également pour identifier une assemblée locale comme «l'Église » dans un endroit particulier, sans autre description ni qualificatif,. L'une des principales motivations derrière l'emploie de ce nom est le désir d'identifier l’Église en utilisant un nom que l’on trouve dans le Nouveau Testament,,,. Les adhérents ont parfois été appelés Campbellites par les membres d'autres communautés car on suppose qu'ils sont des adeptes des enseignements d'Alexander Campbell, un meneur prééminent dans le mouvement de restauration. En effet, d'autres acceptent volontiers de porter les étiquettes de luthérien ou de calviniste pour refléter l'influence importante de Martin Luther et de Jean Calvin dans leur théologie, mais les Églises du Christ ont toujours rejeté l'appellation de Campbellite. Campbell lui-même a réfuté l'idée selon laquelle une dénomination aurait été fondée par lui ou qu'il en était le chef. Il déclara dans la publication The Christian Baptist en 1826 et 1828 : « Certains éditeurs religieux du Kentucky appellent ceux qui désirent voir l'ancien ordre des choses rétabli, « les Restaurateurs », « les Campbellites »… Cela peut bien convenir à certains ; mais tous ceux qui craignent Dieu et gardent ses commandements auront pitié de et déploreront la faiblesse et la folie de ceux qui pensent convaincre ou persuader par de tels moyens » et : « C'est un surnom de reproche inventé et adopté par ceux dont les opinions, les sentiments et les désirs sont tous sectaires – qui ne peuvent concevoir le christianisme sous un autre jour que celui d'un ISME » . Le terme « Campbellite » est généralement inacceptable pour les membres des Églises du Christ parce qu'ils ne se réclament d'aucun homme à part Jésus-Christ et n'enseignent que ce qui est présenté dans les textes bibliques. En outre, ils croient que le Christ n’a établi qu’une seule Église et que l’utilisation de noms confessionnels sert à favoriser la division entre les chrétiens,,,,.
D'autres termes sont reconnus comme bibliques et donc tout à fait légitimes, tels que : « l'Église de Dieu », « l'Église du Seigneur », « l'Église des premiers-nés », « l'Église du Dieu vivant », « la maison de Dieu » et « le peuple de Dieu »,. Ils sont employés dans certains contextes, mais ils ne sont pas souvent utilisés de façon publique (sur les pancartes ou autres publicités, dans les documents officiels, etc.) pour ne pas créer de la confusion, étant donné que d'autres groupes utilisent ces noms pour s'identifier,. D’un point de vue pratique, l’utilisation d’un terme commun est considérée comme un moyen d’aider les chrétiens à retrouver des congrégations ayant une approche similaire des Écritures,

## L'organisation de l'Église

### L'autonomie et le leadership de l'assemblée locale
Le gouvernement de l’Église est congrégationaliste plutôt que hiérarchique. Les Églises du Christ n'ont délibérément pas de siège central, de conseil ou autre structure organisationnelle au-dessus du niveau de l'Église locale,,,,. Les assemblées indépendantes constituent plutôt un réseau dans lequel chaque assemblée participe, à sa propre discrétion, à divers moyens de service et de communion avec d'autres assemblées locales,,. Les Églises du Christ sont liées par leur engagement commun envers les principes bibliques de restauration,. Certaines congrégations choisissent librement de ne pas participer à des activités avec d'autres assemblées et refusent de mettre en commun leurs ressources afin de soutenir des causes extérieures (telles qu'un effort missionnaire, un orphelinat, une école, etc.)
Les assemblées sont généralement dirigées par une pluralité d'anciens (appelés également évêques ou pasteurs) qui sont nommés par la congrégation sur la base des qualifications trouvées dans 1 Timothée 3.1-7 et Tite 1.5-9. En l'absence d'hommes volontaires répondant à ces qualifications, une congrégation est généralement supervisée par l'ensemble des hommes de l'assemblée. Les anciens sont assistés dans l'administration de diverses œuvres par des diacres (Timothée 3.8-13 ; Philippiens 1.1),,. Ils servent sous la direction des anciens et sont souvent affectés à des ministères spécifiques. Conformément aux instructions dans 1 Timothée et Tite, les anciens et les diacres doivent être des hommes mariés ; les femmes ne sont pas éligibles pour ces rôles,,. Les assemblées recherchent pour le rôle d'ancien des hommes exemplaires, spirituellement murs et capables d'enseigner. L'accent est mis sur le caractère, la vie familiale, la connaissance de la Bible et la fidélité plutôt que sur les diplômes des écoles pastorales. L'ordination en tant que « sacrement » n'existe pas.
Les Églises du Christ tiennent au sacerdoce de tous les croyants. Aucun titre spécial (e.g Père, Révérend, etc.) n'est utilisé pour les prédicateurs ou les ministres qui les identifierait comme « membres du clergé »,. De nombreux ministres ont suivi une formation religieuse de premier ou de deuxième cycle, ou ont suivi une formation spécifique en prédication dans une école biblique, universitaire ou non, mais d'autres servent sans avoir bénéficié d'une formation formelle ; certains ont été formés sur le tas, comme Timothée ou Tite le furent par l'apôtre Paul. Les Églises du Christ soulignent qu'il n'y a pas de distinction entre « clergé » et « laïcs » et que chaque membre a des dons et des rôles à jouer dans l'accomplissement du travail de l'Église.

## Croyances

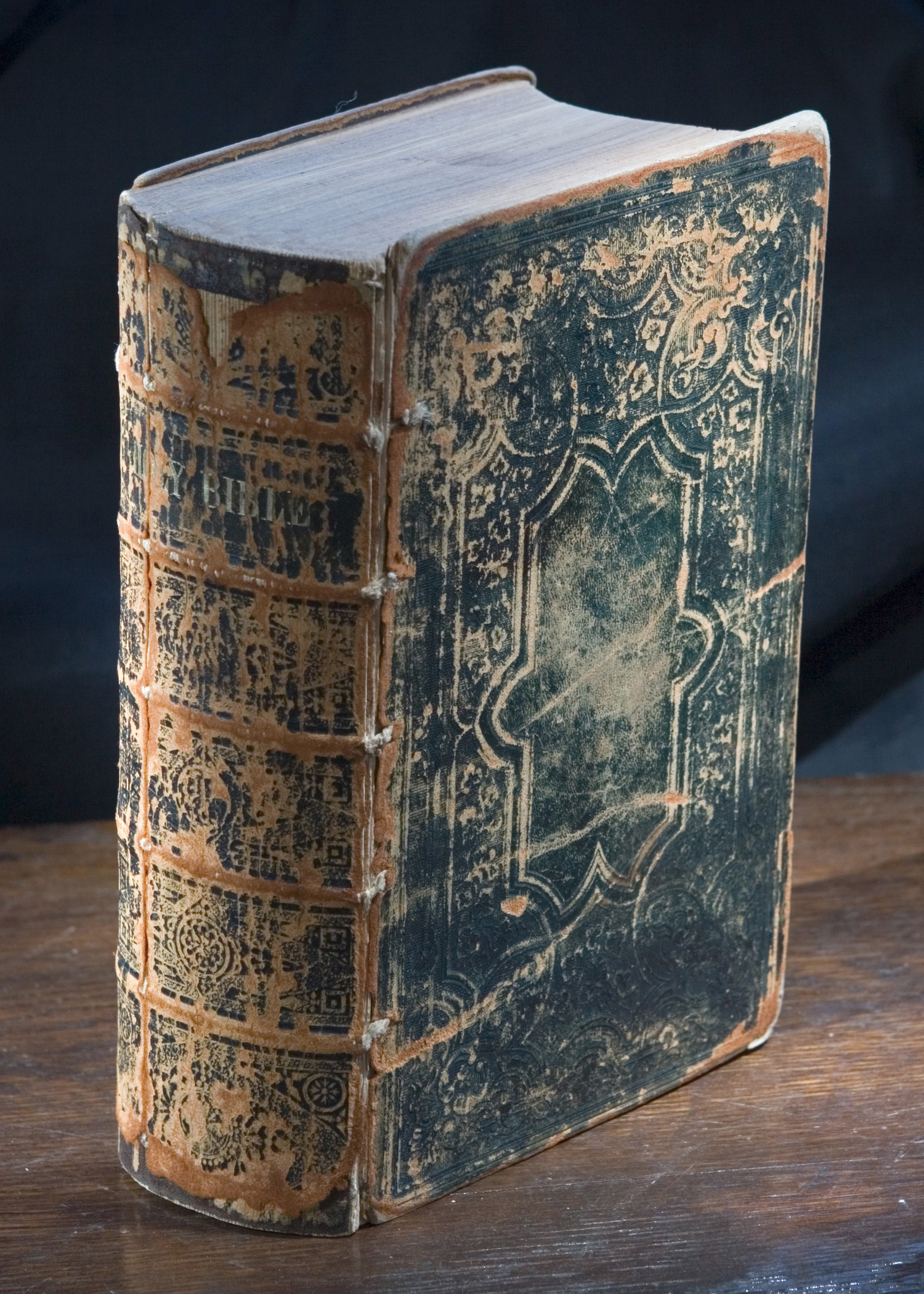
Une Bible familiale américaine datant de 1859 après JC

Les Églises du Christ partagent généralement les croyances et pratiques suivantes :
- Une forme d'organisation qui se limite à l'assemblée locale, qui est autonome et soumise uniquement à l'autorité du Christ, sans surveillance de la part d'une hiérarchie confessionnelle au niveau régional, national ou mondial[37],[38] ;
- Le refus d'adhérer à des credos d'origine humaine ou des confessions de foi officielles, et l'intention de se référer à la Bible seule pour la doctrine et la pratique[36],[50],[51] ;
- La gouvernance locale[37] par une pluralité d'anciens masculins[38],[52] ;
- Le Baptême par immersion de croyants pénitents[37],[38] au nom du Père, du Fils et du Saint-Esprit pour le pardon des péchés[3],[36],[38] ;
- L'observance régulière du repas du Seigneur[38] chaque premier jour de la semaine (le dimanche) et uniquement le premier jour de la semaine[53],[37]
  - Les termes "repas du Seigneur", "communion", "fraction du pain" et "sainte-cène" s'emploient de façon interchangeable pour se référer à ce repas mémorial.
  - Les Églises du Christ offrent généralement une communion ouverte, proposant le pain et la coupe (le fruit de la vigne - du vin ou du jus de raisin) à toutes les personnes présentes ; chacun est appelé à s'examiner individuellement avant d'y participer.
- La pratique du chant a cappella est la norme dans le culte[54], compte tenu des nombreux passages du Nouveau Testament qui recommandent le chant pour le culte chrétien et l'absence de passages qui soutiennent l'emploi de la musique instrumentale. (Cette analyse des données bibliques est appuyée par les sources historiques qui confirment la pratique universelle du chant a cappella dans toutes les églises et chapelles pendant de nombreux siècles)[55],[56].

Les Églises du Christ reconnaissent le Nouveau Testament comme leur seule règle de foi et de pratique pour décider des questions de doctrine et de structure ecclésiastique. Elles considèrent l'Ancien Testament comme divinement inspiré et historiquement exact, mais elles ne considèrent pas ses lois comme étant toujours en vigueur (à l'exception des commandements qui sont repris dans le Nouveau Testament) ; elles enseignent que le chrétien vit sous la Nouvelle Alliance en Christ,,,. Elles croient que le Nouveau Testament démontre comment une personne peut devenir chrétienne (et donc faire partie de l'Église universelle du Christ) et comment une Église doit être organisée collectivement et réaliser ses objectifs bibliques.
Les Églises du Christ cherchent à mettre en pratique le principe selon lequel la Bible est la seule source de doctrine (connue ailleurs sous le nom de sola scriptura),. La Bible est considérée comme inspirée et infaillible. Les Églises du Christ considèrent généralement la Bible comme historiquement exacte et littérale, à moins que le contexte scripturaire n'indique clairement le contraire. En ce qui concerne les pratiques, le culte et la doctrine de l'Église, il existe une grande liberté d'une congrégation à l'autre dans l'interprétation de ce qui est bibliquement permis, car les congrégations ne sont pas contrôlées par une hiérarchie confessionnelle. Leur approche de la Bible est motivée par « l'hypothèse que la Bible est suffisamment claire et simple pour rendre son message évident à tout croyant sincère ». À cela s’ajoute l’hypothèse selon laquelle la Bible fournit un « modèle » ou une « constitution » compréhensible pour l’Église.
Historiquement, trois approches herméneutiques ont été utilisées parmi les Églises du Christ, :
- Analyse des commandes, des exemples et des inférences nécessaires ;
- Analyse dispensationnelle distinguant les ères patriarcales, mosaïques et chrétiennes. (Le terme dispensation ne devrait pas, cependant, faire penser aux doctrines du millénarisme, qui prônent l'idée d'un règne terrestre du Christ avant le jugement dernier.)
- Analyse grammatico-historique pour déterminer le sens de chaque passage dans son contexte.

### La doctrine du salut (sotériologie)
Dans les Églises du Christ la compréhension du salut n’est ni luthérienne ni calviniste et présente généralement la conversion comme « l'obéissance aux faits proclamés de l'Évangile plutôt que comme le résultat d'une conversion émotionnelle initiée par l'Esprit ». Les Églises du Christ estiment que les hommes en âge de rendre compte de leurs actions sont perdus parce qu'ils ont commis des péchés. Ces âmes perdues peuvent être rachetées parce que Jésus-Christ, le Fils de Dieu, s'est offert en sacrifice expiatoire. Les enfants trop jeunes pour distinguer le bien du mal et faire un choix conscient entre les deux sont considérés comme innocents du péché. Il n’y a pas d’âge fixe pour le baptêm ; ce n'est que lorsque l'enfant peut apprendre la différence entre le bien et le mal qu'il devient responsable.
L'accent sur l'obéissance dans le plan du salut ne minimise pas le rôle de la grâce de Dieu, gratuite et imméritée. Les péchés ne pourraient pas être effacés si Christ n'était pas mort sur la croix pour les expier. L'obéissance aux commandements de l'Évangile n'est pas considérée comme méritoire, mais la grâce de Dieu est conditionnelle. Christ est l'auteur d'un salut éternel pour tous ceux qui lui obéissent.

#### Le baptême

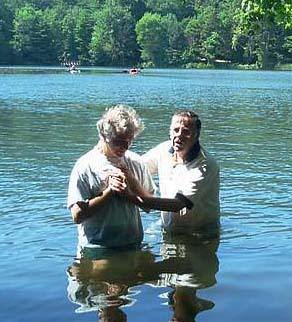
Baptême par immersion

Le baptême dans les Églises du Christ se pratique uniquement par immersion, conformément à l'utilisation dans le Nouveau Testament du verbe grec Koine βαπτίζω (baptizō) qui signifie plonger, immerger, submerger,,,,. L'immersion est considérée comme la seule méthode de baptême qui soit à l'image de la mort, de l'enterrement et de la résurrection de Jésus, suivant des passages bibliques comme Romains 6,1-7,,. Les Églises du Christ soutiennent que l'immersion était le mode utilisé au premier siècle, selon les historiens, et que le versement et l'aspersion comme modes de baptême sont apparus plus tard Au fil du temps, ces modes post-apostoliques sont venus remplacer l’immersion dans l'Église catholique et de nombreuses Églises protestantes. Le baptême de petits enfants est rejeté parce qu'ils n'ont pas encore commis des péchés à pardonner et parce qu'ils ne sont pas capables de comprendre l'Évangile, y croire, se repentir et s'engager envers Dieu,,,. L'idée du péché originel héréditaire n'est pas admise dans les Églises du Christ, qui la trouvent contraire aux Écritures.
Les Églises du Christ enseignent invariablement que, dans le baptême, un croyant se soumet, par la foi et l'obéissance, à Dieu et que Dieu, par les mérites du sang du Christ, purifie l'homme du péché et le transporte dans le royaume de Christ. Les membres considèrent le baptême comme un acte de foi passif plutôt qu'une œuvre méritoire. Les Églises du Christ ne décrivent pas le baptême comme un « sacrement », car c'est un terme qui ne vient pas des Écritures, mais ils voient le baptême comme une partie intégrante du processus de conversion, plutôt que comme un simple symbole de conversion.

### Le chanta cappella

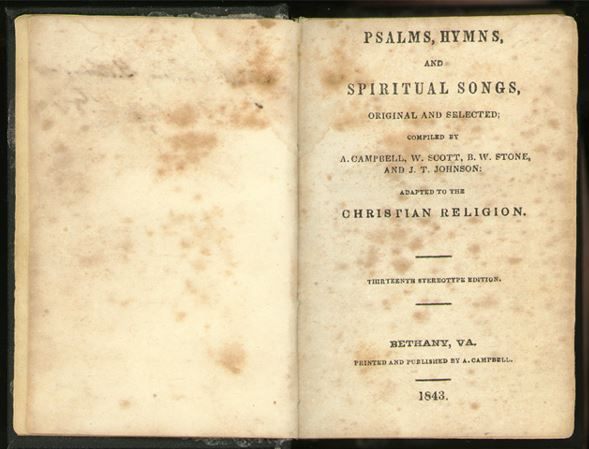
Psaumes, hymnes et chants spirituels (1843, 13e éd. stéréotype)

Les Églises du Christ pratiquent la musique a cappella lors de leurs assemblées de culte,,. Elles citent d'abord le fait qu'aucun texte du Nouveau Testament ne prouve ni même ne suggère l'usage d'instruments de musique dans l'Église au temps des apôtres. Voulant « tout faire d'après le modèle » et ne trouvant aucune autorité biblique pour les pianos, les guitares, les tam-tams ou même les harpes, dans le culte chrétien, elles se contentent de la simple voix humaine et chantent sans accompagnement. Reconnaissant que l'ancienne alliance a été remplacée par la nouvelle et que le chrétien vit sous les dispositions du Nouveau Testament et qu'il faut faire « tout au nom du Seigneur Jésus », elles estiment que les instruments de musique n'ont pas été autorisés dans l'Église,.
L'argument basé sur la Bible est appuyé par le témoignage uniforme des musicologues concernant l'apparition des instruments dans les églises chrétiennes qui n'eut pas lieu avant le VIIe siècle. La pratique consistant à les employer dans l'adoration ne s'est répandue dans l'Ouest que mille ans plus tard, ce qui explique le terme "a cappella" (dans le style de la chapelle ou de l'église) pour se référer à la musique purement vocale. Dans l'Est, la musique a cappella est toujours restée la règle dans la tradition des Églises orthodoxes.
Parmi les textes bibliques qui sont cités pour défendre la musique a cappella figurent les suivants:
- Matthieu 26,30 : « Après avoir chanté les cantiques, ils se rendirent à la montagne des Oliviers. »[79]
- Romains 15,9 : « les païens glorifient Dieu à cause de sa miséricorde, selon qu’il est écrit : C’est pourquoi je te louerai parmi les nations, et je chanterai à la gloire de ton nom. »[79]
- Éphésiens 5,19 : « entretenez-vous par des psaumes, par des hymnes et par des cantiques spirituels, chantant et célébrant de tout votre cœur les louanges du Seigneur. »[79]
- 1 Corinthiens 14,15 : « je chanterai par l’esprit, mais je chanterai aussi avec l’intelligence. »[79]
- Colossiens 3,16 : « Que la parole de Christ habite parmi vous abondamment  ; instruisez-vous et exhortez-vous les uns les autres en toute sagesse par des psaumes, par des hymnes, par des cantiques spirituels, chantant à Dieu dans vos cœurs sous l’inspiration de la grâce. »[80]
- Hébreux 2,12 : « J’annoncerai ton nom à mes frères, je chanterai tes louanges au milieu de l’assemblée. »[80]
- Hébreux 13,15 : « Par lui, offrons sans cesse à Dieu un sacrifice de louange, c’est-à-dire le fruit de lèvres qui confessent son nom. »

### D'autres tendances théologiques
Dans les Églises du Christ on parle peu de «théologie», un terme qui ne se trouve pas dans la Bible et qui, aux yeux de certains, se réfère principalement aux conceptions et philosophies des hommes. Par contre, l'étude biblique est généralement perçue comme primordiale, et une compréhension de «la saine doctrine» est considérée comme étant nécessaire pour répondre intelligiblement aux questions des autres, pour promouvoir la santé spirituelle et pour permettre au croyant de s'approcher davantage de Dieu.